# 贾姆希德

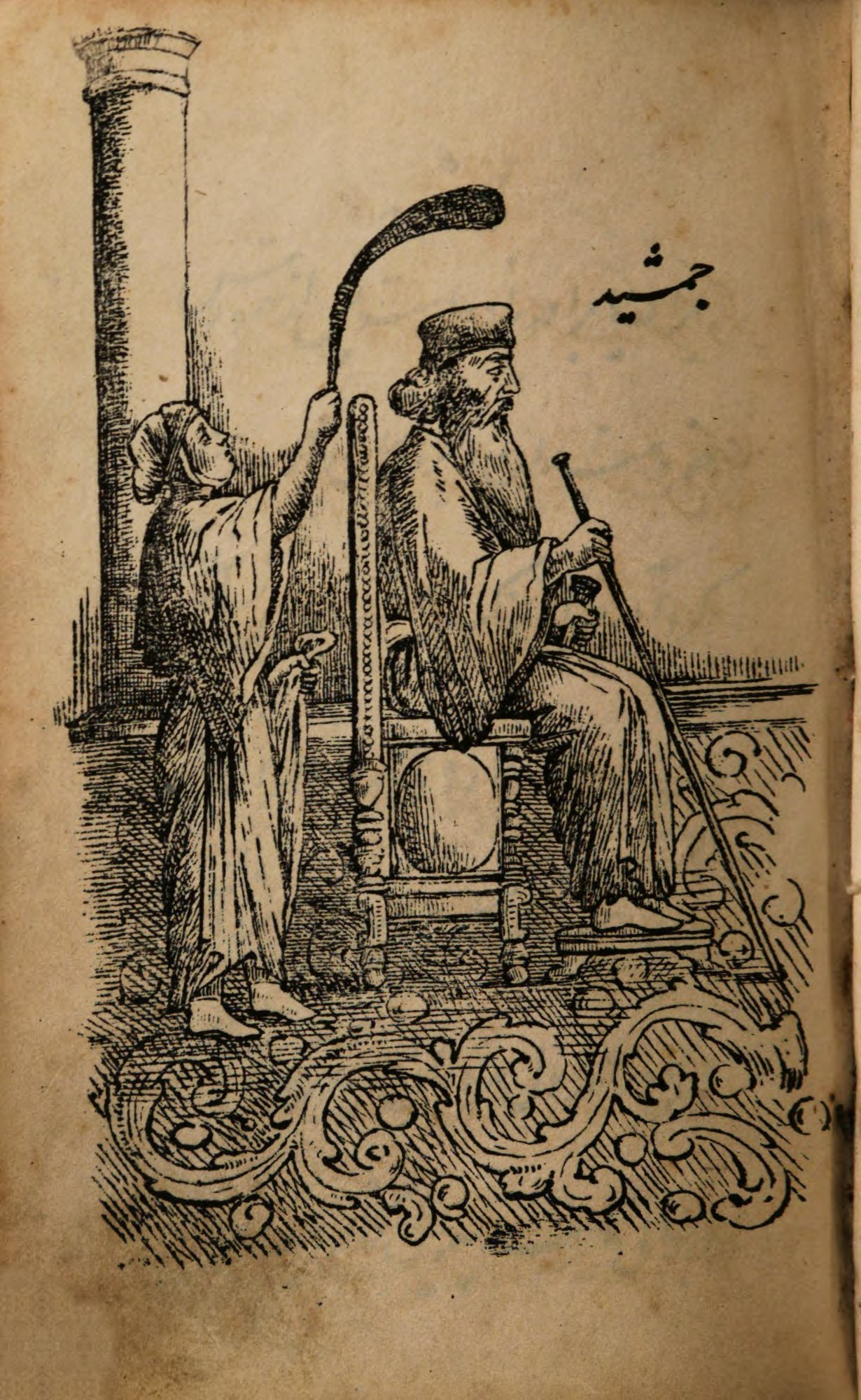
贾姆希德

贾姆希德或譯加姆西德（波斯語：‎, Jamshīd）是古代大伊朗地区的神话人物。
贾姆希德被叙述成为俾什达迪王朝的第四个国王。这一叙述通常在琐罗亚斯德教的经书中暗示。
贾姆希德这个名字是个合成词，是由“Jam”和“shid”组成。分别对应波斯古经中的“Yima”和“Xšaēta”。
贾姆希德与古印度婆羅門教《吠陀經》中的人物「亚玛」是同神異名，传入中国后译为閻魔羅，后演化为阎罗王。